# Baidu Cloud
Baidu cloud (o també Baidu Web Drive en xinès: 百度云; pinyin: Bǎidù Wǎngpán; traducció: Baidu Web Drive) és un servei de programari al núvol subministrat per l'empresa xinesa Baidu Inc. amb seu central a Pequin. Baidu Web Drive ofereix un servei d'emmagatzemament de fitxers o servei d'allotjament de fitxers, manegament o gestió de fitxers, compartió de recursos i integració amb programari de terceres parts. Baidu Web Drive va ser creat el 23 de març del 2012 i es va canviar de nom a Baidu Cloud el 3 de setembre del 2012.

## Història
- Març del 2012 : llançament del servei Baidu Web Drive.
- Finals del 2012 : canvi de nom a Baidu Cloud.
- Novembre del 2012 : col·laboració amb Qualcomm.

## Característiques
- Manegament d'arxius : suporta previsualització de fotos, música i vídeos sense haver de descarregar. ELs vídeos es poden visualitzar al navegador. Multiplataforma. Sistema de sincronització d'arxius.
- Comparticío de recursos : recerques amb motor de búsqueda propi.
- Integració amb programari de terceres empreses : mitjançant un entorn per a desenvolupadors de programari.